# Síndrome do restaurante chinês
Síndrome do restaurante chinês ou síndrome do complexo glutamato monossódico (do inglês MSG symptom complex) refere-se a um conjunto de sintomas que várias pessoas relatam ter depois de comer em restaurantes chineses. Um aditivo alimentar chamado glutamato monossódico (GMS) é frequentemente acusado de ser o responsável pela síndrome de restaurante chinês. A maioria das pessoas pode comer alimentos que contêm glutamato monossódico sem problemas. Uma pequena porcentagem de pessoas relata as seguintes reações: Dor no peito, Dor de cabeça, Dormência ou queimação ou em torno da boca, rubor e sensação de inchaço facial e sudorese

## Possíveis causas
Um aditivo alimentar chamado glutamato monossódico (GMS) é frequentemente acusado de ser o responsável pela síndrome de restaurante chinês. A substância ganhou fama em 1968, quando o médico Robert Ho Man Kwok escreveu uma carta à revista New England Journal of Medicine refletindo sobre os sintomas que ele sentia toda vez que comia em restaurantes chineses.
"Eu tenho uma síndrome estranha sempre que eu como em um restaurante chinês, especialmente naqueles que servem comida chinesa do norte. A síndrome, que geralmente começa quinze a vinte minutos depois de ter comido o primeiro prato, dura cerca de duas horas, sem efeito de ressaca. Os sintomas mais proeminentes são dormência na parte de trás do pescoço, gradualmente irradiando para ambos os braços e as costas, fraqueza geral e palpitações..."
Robert Ho Man Kwok argumentou que a causa não poderia ser o molho de soja, pois utilizava o ingrediente em casa sem sentir os mesmos efeitos, sendo mais provável que fossem causados pelo glutamato de sódio, que é utilizado como tempero nesses restaurantes.
Cinco de seis estudos científicos duplo-cegos com pessoas que relataram sofrer a síndrome não encontraram evidências consistentes de que o glutamato monossódico na comida é a causa dos sintomas. Análises de sangue não indicam que seja uma resposta alérgica. Ainda não há outra explicação cientificamente comprovada para os sintomas. Em um estudo em que o glutamato foi consumido sem alimento sólidos e em altas concentrações (mais de 2%) causou mais dor de cabeça que o placebo em pessoas sensíveis, mas os dados não foram consistentes e reproduzíveis posteriormente.
É importante ressaltar que o glutamato é também usado na maioria dos temperos ocidentais, especialmente os em pó ou em cubos. Ele também está presente naturalmente em alimentos como tomates, cogumelos e queijos. Além disso, muitos restaurantes chineses passaram a servir comida sem GMS para evitar o desconforto de clientes.

## Tratamento
Os sintomas costumam passar em poucos minutos de descanso, após beber bastante líquidos. Sintomas como dor de cabeça e no peito são tratados com analgésicos comuns. Sintomas de alergias como rubor, inchaço e dificuldade de respirar são tratados com anti-histamínicos.